# Varljivo ljeto '68
Varljivo ljeto '68 je srpski film, snimljen 1984. godine. Režiju je odradio Goran Paskaljević, a scenarij Gordan Mihić. Glavne uloge tumače Slavko Štimac, Danilo Bata Stojković, Mija Aleksić, Sanja Vejnović, Ivana Mihić, Mira Banjac i Neda Arnerić.

## Radnja
U ljeto 1968. godine, maturant Petar (Slavko Štimac), u potrazi je za ljubavi, zbog čega se nasumično i istovremeno zaljubljuje u više žena, uglavnom onih starijih i udatih: ljekarnicu, pekaricu, knjižničarku, obe kćerke predsjednika suda, svoju profesoricu sociologije (zbog koje za maturalni rad uzima temu iz marksizma). 
Upravo ta potreba da konačno pronađe "ženu svog života", dovodi Petra u niz zabavnih i komičnih situacija, koje nerviraju njegovog oca Veselina (Danilo Stojković), općinskog sudca, uštogljenog čovjeka, dogmatskih svjetonazora, koji vjeruje da se omladina može disciplinirati samo "čvrstom rukom".. Kada konačno i nađe pravu istinsku, veliku ljubav, ona iz određenih, tada društveno aktualnih događanja, biva prekinuta.

## Uloge
| Glumac                | Uloga                  |
| --------------------- | ---------------------- |
| Slavko Štimac         | Petar Cvetković        |
| Danilo Bata Stojković | Petrov otac Veselin    |
| Mija Aleksić          | Petrov djed            |
| Mira Banjac           | Petrova majka          |
| Ivana Mihić           | Petrova sestra Vladica |
| Andrija Mrkaić        | Petrov brat Tadija     |
| Sanja Vejnović        | Ruženjka Hrabalova     |
| Neda Arnerić          | Olja Miranovski        |
| Dragana Varagić       | Jagodinka Simonović    |